# Meio Desligado
Meio Desligado é o segundo álbum ao vivo da banda brasileira de pop rock Kid Abelha, anteriormente conhecidos como Kid Abelha e Os Abóboras Selvagens, lançado originalmente em 1994 pela Warner Music. O álbum vendeu certa de 600 mil cópias, ganhando disco de platina duplo pela ABPD, sendo o disco que mais vendeu da banda até aquele momento e marcando o sucesso da canção "Solidão Que Nada"

## Informações
Foi o primeiro acústico da banda. Acontece uma certa renovação do público da banda. O disco atinge uma vendagem extraordinária, ganhando o primeiro duplo de platina. Traz uma versão meio mística de Deus (Apareça na Televisão); deliciosas versões românticas para Alice (Não Me Escreva Aquela Carta de Amor), Seu Espião, Porque Não Eu? e Gosto de Ser Cruel, com bastante violão e piano; No Meio da Rua vem com uma versão meio country; três regravações, sendo elas Canário do Reino, Cristina (de Tim Maia) e Solidão Que Nada (de Cazuza). Também os sucessos Grand' Hotel, Como Eu Quero e Eu Tive um Sonho preenchiam o disco. Apesar de ser um disco acústico gravado ao vivo, não teve versão em home vídeo. É o último trabalho da banda lançado em LP.

## Lista de faixas
| N.º | Título                                                      | Compositor(es)                           | Duração |  |
| 1.  | "Deus (Apareça na Televisão)" (participação de Sérgio Dias) | Paula Toller, George Israel, Sérgio Dias | 3:48    |  |
| 2.  | "Alice (Não Me Escreva Aquela Carta de Amor)"               | Leoni, Paula Toller, Bruno Fortunato     | 2:55    |  |
| 3.  | "Gosto de Ser Cruel"                                        | Paula Toller, George Israel              | 2:54    |  |
| 4.  | "Como Eu Quero" (participação de Ritchie)                   | Paula Toller, Leoni                      | 3:22    |  |
| 5.  | "Por Que Não Eu?"                                           | Leoni, Paula Toller, Herbert Vianna      | 3:25    |  |
| 6.  | "Seu espião"                                                | Leoni, Paula Toller, Herbert Vianna      | 2:45    |  |
| 7.  | "Eu Tive um Sonho"                                          | Paula Toller, George Israel              | 3:28    |  |
| 8.  | "O Beijo"                                                   | Paula Toller, George Israel              | 4:16    |  |
| 9.  | "Cristina"                                                  | Carlos Imperial, Tim Maia                | 3:45    |  |
| 10. | "No Meio da Rua"                                            | Paula Toller, George Israel              | 3:55    |  |
| 11. | "Nada Por Mim"                                              | Paula Toller, herbert Vianna             | 2:46    |  |
| 12. | "Grand' Hotel (introdução)"                                 |                                          | 0:58    |  |
| 13. | "Grand' Hotel"                                              | George Israel, Paula Toller e Lui Farias | 3:32    |  |
| 14. | "Solidão Que Nada"                                          | George Israel, Nilo Romero, Cazuza       | 3:01    |  |
| 15. | "Canário do Reino" (participação de Lulu Santos)            | Carvalho, Zapatta                        | 2:48    |  |

## Ficha técnica

### Kid Abelha
- Paula Toller — voz
- George Israel — saxofone, gaita, violão e vocais
- Bruno Fortunato — violão

### Músicos convidados
- Odeid — baixo e vocais
- Kadu Menezes — bateria
- Maurício Gaetani — piano, sanfona e tecladp
- Márcio Montarroyos, Serginho Trombone e Zé Carlos Bigorna — metais
- Sérgio Dias — violão e vocais em "Deus (Apareça na Televisão)"
- Lulu Santos — violão slide em "No Meio da Rua" e vocais em "Canário do Reino"
- Lui Coimbra — violoncelo em "Gosto de Ser Cruel" e "No Meio da Rua"

## Vendas e certificações
| País / Certificadora | Certificação | Vendas  |
| -------------------- | ------------ | ------- |
| Brasil (ABPD)        | 2× Platina   | 600.000 |